# Trabajo a tiempo parcial

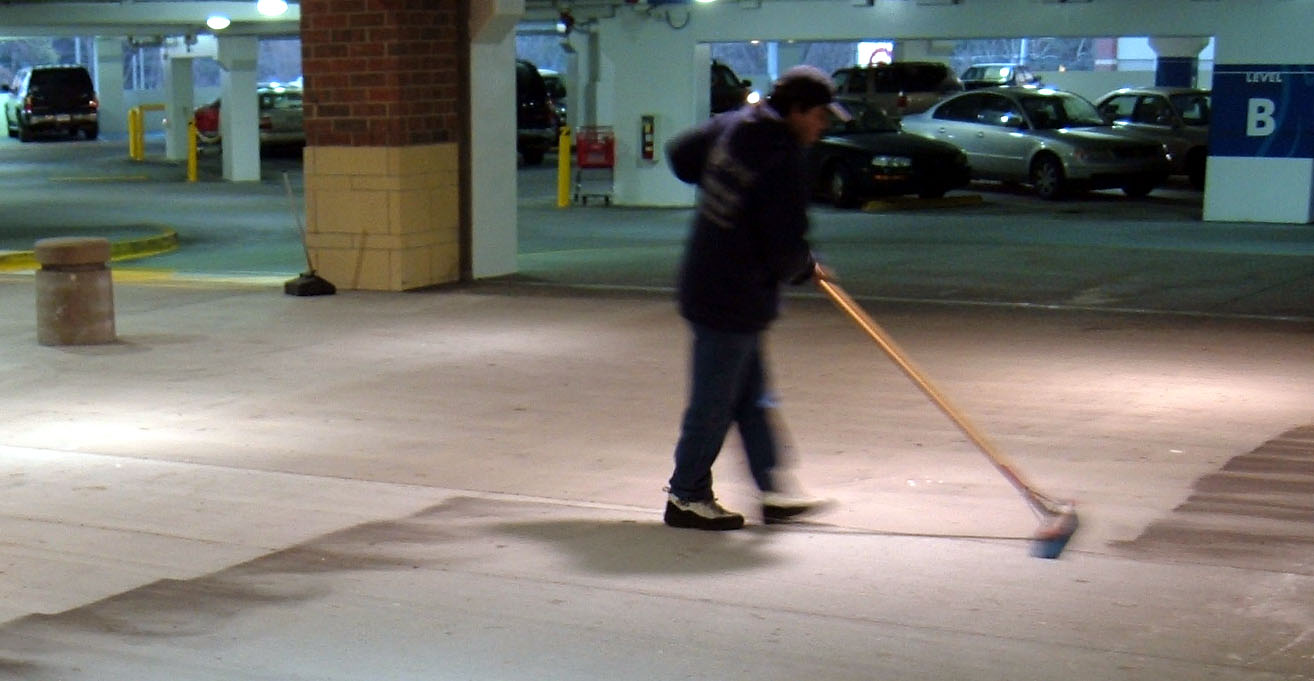
Trabajador llevando a cabo sus funciones

Un trabajo a tiempo parcial es una forma de empleo asalariado que ocupa menor número de horas por semana que las que están establecidas por la ley nacional. Son considerados trabajadores a tiempo parcial aquellos que habitualmente trabajan menos de 30 o 35 horas por semana, variable según las leyes laborales de cada país. De acuerdo con la Organización Internacional del Trabajo (OIT), en los últimos 20 años, el número de trabajadores a tiempo parcial ha aumentado de una cuarta parte a aproximadamente la mitad de la fuerza laboral de los países más desarrollados, con exclusión de los Estados Unidos. Hay muchas razones para trabajar a tiempo parcial, incluyendo el deseo de hacerlo por motivos personales, el recorte de horas en el contrato laboral aplicado por las empresas, y no poder encontrar un trabajo a tiempo completo. El convenio 175 de la Organización Internacional del Trabajo requiere que los trabajadores a tiempo parcial no reciban un trato menos favorable que los trabajadores a tiempo completo.

## Datos estadísticos

### Proporción de trabajadores a tiempo parcial en la fuerza laboral en 1989
- Países Bajos: 33 %
- Noruega: 26 %
- Dinamarca: 24 %
- Suecia: 24 %
- Reino Unido: 22 %
- Japón: 18 %
- EE. UU.: 17 %
- Rep. Fed. de Alemania: 13 %
- Francia: 12 %
- Bélgica: 10 %
- Austria: 7 %
- Italia: 6 %
- España: 5 %

Fuente: Asociación Federal de Bancos Alemanes

### Proporción de trabajadores a tiempo parcial en la fuerza de trabajo, 2018
Hombres / Mujeres ( %)
- UE-27 6,9 % / 30,7 %
- Zona euro 6,9 % / 34,8 %
- Alemania 8,5 % / 45,3 %
- Austria 6,2 % / 40,8 %
- Bélgica 7,1 % / 40,5 %
- Bulgaria 1,1 % / 1,9 %
- Chipre 3 % / 10,4 %
- Dinamarca 12,5 % / 35,8 %
- Eslovaquia 1 % / 4,3 %
- Eslovenia 6,5 % / 10 %
- España 3,9 % / 22,7 %
- Estonia 3,8 % / 10,6 %
- Finlandia 8,3 % / 18,8 %
- Francia 5,5 % / 30,2 %
- Grecia 2,5 % / 9,9 %
- Hungría 2,5 % / 5,5 %
- Irlanda 6,5 % / 31,9 %
- Italia 4,6 % / 26,8 %
- Letonia 4,4 % / 6,9 %
- Lituania 6,5 % / 9,7 %
- Luxemburgo 2,6 % / 37,1 %
- Malta 4 % / 24,9 %
- Noruega 12,8 % / 43,6 %
- Países Bajos 22,5 % / 74,8 %
- Polonia 5,8 % / 11,7 %
- Portugal, 4,7 % / 13,6 %
- Reino Unido 9,4 % / 41,6 %
- República Checa 1,7 % / 7,9 %
- Rumania 8,3 % / 8,9 %
- Suecia 10,5 % / 39,5 %
- Suiza 10,8 % / 58,5 %

Fuente: Eurostat,

### Porcentaje de trabajo a tiempo completo y a tiempo parcial en Alemania en 2007
Total de empleados: 35,3 millones
- Empleados a tiempo completo: 23 452 000
  - Hombres: 15 008 000
  - Mujeres: 8 444 000

- Empleados a tiempo parcial: 11.839.000
  - Hombres: 2 998 000
  - Mujeres: 8 841 000

Fuente: Cálculos realizados por el Instituto de Investigación del Mercado Laboral y Ocupacional de la Agencia Federal de Empleo, Núremberg.

## Tasa de parcialidad
El porcentaje de empleados que trabajan a tiempo parcial se denomina "tasa de parcialidad", aunque la Real Academia Española no recoge ese significado de parcialidad. Sí recoge 6 significados para esta palabra, de los cuales el quinto, «designio anticipado o prevención en favor o en contra de alguien o algo, que da como resultado la falta de neutralidad o insegura rectitud en el modo de juzgar o de proceder» es prácticamente el único utilizado en el lenguaje común (acusaciones de parcialidad, sospecha de parcialidad, etc.). Lo contrario, imparcialidad, tiene página en la Wikipedia.

## Parcialidad indeseada
Trabajar a tiempo parcial cuando se desearía hacerlo a tiempo completo se denomina parcialidad indeseada, parcialidad no deseada, parcialidad involuntaria, parcialidad impuesta,  parcialidad forzosa, subocupación, subempleo o infraempleo.
Las personas en esa condición se denominan "trabajadores parciales forzosos". A veces también se denominan "temporales forzosos", pero este término puede llevar a confusión. Un trabajo temporal puede ser a jornada completa, y en ese caso, en principio la persona trabajadora cobraría el salario completo, con lo que sus ingresos no se verían mermados. Otra cosa es que esa persona prefiriera un trabajo fijo. En ese caso sí se podría hablar de "trabajador temporal forzoso". Sin embargo, con un empleo a tiempo parcial, el salario prácticamente siempre es menor que con un empleo a jornada completa, lo que merma los ingresos de la persona trabajadora y la obliga a buscar otro empleo a tiempo parcial en el tiempo que le queda "libre" (pluriempleo), con el desgaste psicológico y los gastos que eso conlleva o, si no lo encuentra, la convierte en un trabajador pobre. Así pues se pueden distinguir las categorías de trabajadores parciales forzosos y trabajadores temporales forzosos. 
Hay algunos empleos a tiempo parcial que son fijos (indefinidos) y otros que son temporales (por ejemplo, durante un verano). En este último caso, cuando a la parcialidad se suma la temporalidad,  empeora todavía más la precariedad del trabajador. 
La parcialidad indeseada se considera un fenómeno negativo porque lastra los salarios, empobrece a las personas trabajadoras en esta situación y a sus familias, reduce la productividad y desaprovecha el potencial de una parte de la población activa (infrautilización laboral o subutilización laboral). Es una forma de precariedad laboral. Los desempleados, los trabajadores parciales forzosos y los trabajadores desanimados forman el conjunto llamado de "trabajadores desaprovechados", "trabajadores infrautilizados", "holgura laboral" o "infrautilización laboral". Este conjunto también se denomina "desempleo oculto" o "paro oculto".

### A escala mundial
- La OCDE proporciona estadísticas de empleo a tiempo parcial y empleo a tiempo completo Archivado el 3 de enero de 2009 en Wayback Machine., además de las tasas de incidencia Archivado el 3 de enero de 2009 en Wayback Machine. para algunos países, según sus legislaciones específicas.

### Argentina
- Trabajos a tiempo parcial en Argentina

### Europa
- Datos de empleo a tiempo parcial Archivado el 5 de julio de 2011 en Wayback Machine. por sexo, grupo de edad, actividad económica, ocupación, así como información sobre la razón para el empleo a tiempo parcial, y si este es o no voluntario; para cada estados miembro.
- Síle O’Dorchai, Robert Plasman, François Rycx: The Part-Time Wage Penalty in European Countries: How Large Is It for Men?, IZA Discussion Paper Series No. 2591, January 2007

### Canadá
- Encuesta laboral (estimación), empleo a tiempo parcial y razones para ello; por tipo de trabajo, sexo y grupo de edad (enlace roto disponible en Internet Archive; véase el historial, la primera versión y la última)., sin ajuste estacional
- Encuesta laboral (estimación), empleo a tiempo parcial y razones para ello; por tipo de trabajo, sexo y grupo de edad (enlace roto disponible en Internet Archive; véase el historial, la primera versión y la última).
- Tasas de empleo a tiempo parcial
- Razones para empleo a tiempo parcial

### Estados Unidos
- Personas empleadas por clase de trabajador y tipo de tiempo parcial
- Personas empleadas por clase de trabajador y tipo de tiempo parcial, ajustadas estacionalmente (enlace roto disponible en Internet Archive; véase el historial, la primera versión y la última).
- Trabajadores empleados y desempleados a tiempo completo y parcial por edad, sexo, raza, y etnicidad (enlace roto disponible en Internet Archive; véase el historial, la primera versión y la última).
- Personas que trabajan de 1 a 34 horas semanales en industrias no agrícolas. (enlace roto disponible en Internet Archive; véase el historial, la primera versión y la última).

- Datos: Q587972
- Multimedia: Part-time employment / Q587972